# Evert Preinitz
Gustav Evert Preinitz, född 28 november 1890 i Stockholm, död 15 januari 1938 i Saltsjö-Boo, Stockholms län, var en svensk målare.
Han var son till byggmästaren Mathias Preinitz och Selma Carlson och från 1925 gift med Berit Maria Larsson. Han var bror till Edit Gustafson. Efter studier vid Asplunds målarskola och Althins målarskola i Stockholm reste Preinitz till Frankrike för fortsatta konststudier. Han medverkade i ett flertal grupp- och samlingsutställningar. Hans konst består av stilleben, figurer och porträttmålningar utförda i olja. 